# U-KISS
U-KISS (hangul: 유키스) är ett sydkoreanskt pojkband bildat 2008 av NH Media.
Gruppen debuterade som sex medlemmar men består idag av de fem medlemmarna Soohyun, Kiseop, Eli, Hoon och Jun. 

## Medlemmar
| Artistnamn   | Artistnamn | Födelsenamn           | Födelsenamn          | Födelsedatum     | Medlemstid |
| Romanisering | Hangul     | Romanisering          | Hangul               | Födelsedatum     | Medlemstid |
| Nuvarande    | Nuvarande  | Nuvarande             | Nuvarande            | Nuvarande        | Nuvarande  |
| ------------ | ---------- | --------------------- | -------------------- | ---------------- | ---------- |
| Soohyun      | 수현       | Shin Soo-hyun         | 신수현               | 11 mars 1989     | 2008-idag  |
| Kiseop       | 기섭       | Lee Ki-seop           | 이기섭               | 17 januari 1991  | 2009-idag  |
| Eli          | 일라이     | Kim Kyeong-jae        | 김경재               | 13 mars 1991     | 2008-idag  |
| Hoon         | 훈         | Yeo Hoon-min          | 여훈민               | 16 augusti 1991  | 2011-idag  |
| Jun          | 준         | Lee Jun-young         | 이준영               | 22 januari 1997  | 2014-idag  |
| Tidigare     |            |                       |                      |                  |            |
| Alexander    | 알렉산더   | Alexander Lee Eusebio | 알렉산더 이 유세비오 | 29 juli 1988     | 2008-2011  |
| Kibum        | 기범       | Kim Ki-bum            | 김기범               | 29 december 1990 | 2008-2011  |
| AJ           | 에이제이   | Kim Jae-seop          | 김재섭               | 4 juni 1991      | 2011-2016  |
| Kevin        | 케빈       | Woo Sung-hyun         | 우성현               | 25 november 1991 | 2008-2017  |
| Dongho       | 동호       | Shin Dong-ho          | 신동호               | 29 juni 1994     | 2008-2013  |

## Diskografi

### Album
| Albuminformation                                                | Topplacering          | Topplacering   |
| Albuminformation                                                | Sydkorea (Gaon Chart) | Japan (Oricon) |
| Koreanska                                                       | Koreanska             | Koreanska      |
| --------------------------------------------------------------- | --------------------- | -------------- |
| New Generation (EP-skiva) - Släppt: 3 september 2008            | —                     | —              |
| Bring It Back 2 Old School (EP-skiva) - Släppt: 3 februari 2009 | —                     | —              |
| ContiUKiss (EP-skiva) - Släppt: 6 november 2009                 | —                     | —              |
| Only One (Studioalbum) - Släppt: 3 februari 2010                | 1                     | —              |
| Break Time (EP-skiva) - Släppt: 4 oktober 2010                  | 3                     | —              |
| Bran New Kiss (EP-skiva) - Släppt: 30 mars 2011                 | 2                     | —              |
| Neverland (Studioalbum) - Släppt: 31 augusti 2011               | 6                     | —              |
| DoraDora (EP-skiva) - Släppt: 25 april 2012                     | —                     | 79             |
| The Special to Kiss Me (EP-skiva) - Släppt: 5 juni 2012         | 7                     | 82             |
| Stop Girl (EP-skiva) - Släppt: 20 september 2012                | —                     | 76             |
| Collage (Studioalbum) - Släppt: 7 mars 2013                     | 2                     | —              |
| Moments (EP-skiva) - Släppt: 31 oktober 2013                    | 3                     | —              |
| Mono Scandal (EP-skiva) - Släppt: 2 juni 2014                   | 3                     | —              |
| Always (EP-skiva) - Släppt: 23 januari 2015                     | 3                     | —              |
| Stalker (EP-skiva) - Släppt: 7 juni 2016                        | 4                     | 86             |
| Japanska                                                        |                       |                |
| A Shared Dream (Studioalbum) - Släppt: 29 februari 2012         | —                     | 5              |
| Inside of Me (Studioalbum) - Släppt: 24 juli 2013               | —                     | 8              |
| Memories (Studioalbum) - Släppt: 19 mars 2014                   | —                     | 15             |
| Action (Studioalbum) - Släppt: 18 mars 2015                     | —                     | 4              |
| One Shot One Kill (Studioalbum) - Släppt: 23 mars 2016          | —                     | 6              |
| U-KISS Solo & Unit ALBUM (Studioalbum) - Släppt: 15 mars 2017   | —                     | 7              |
| Link (Studioalbum) - Släppt: 21 mars 2018                       | —                     | 4              |

### Singlar
| År        | Titel                                | Topplacering          | Topplacering   |
| År        | Titel                                | Sydkorea (Gaon Chart) | Japan (Oricon) |
| Koreanska | Koreanska                            | Koreanska             | Koreanska      |
| --------- | ------------------------------------ | --------------------- | -------------- |
| 2008      | "Not Young"                          | —                     | —              |
| 2009      | "I Like You"                         | —                     | —              |
| 2009      | "Talk to Me"                         | —                     | —              |
| 2009      | "Man Man Ha Ni"                      | 35                    | —              |
| 2010      | "Bingeul Bingeul"                    | 13                    | —              |
| 2010      | "What"                               | —                     | —              |
| 2010      | "Shut Up!"                           | 70                    | —              |
| 2011      | "0330"                               | 27                    | —              |
| 2011      | "Neverland"                          | 37                    | —              |
| 2011      | "For Kiss Me"                        | 36                    | —              |
| 2012      | "Doradora"                           | 73                    | —              |
| 2012      | "Believe"                            | 70                    | —              |
| 2012      | "Cinderella"                         | 94                    | —              |
| 2012      | "Stop Girl"                          | 93                    | —              |
| 2012      | "Gangsta Boy"                        | 97                    | —              |
| 2013      | "Standing Still"                     | 86                    | —              |
| 2013      | "She's Mine"                         | 167                   | —              |
| 2014      | "Quit Playing"                       | 111                   | —              |
| 2015      | "Playground"                         | 198                   | —              |
| 2016      | "Stalker"                            | —                     | —              |
| 2017      | "Ready For U"                        | —                     | —              |
| Japanska  |                                      |                       |                |
| 2011      | "Tick Tack"                          | —                     | 5              |
| 2012      | "Forbidden Love"                     | —                     | 10             |
| 2012      | "Dear My Friend"                     | —                     | 8              |
| 2012      | "One of You"                         | —                     | 7              |
| 2012      | "Distance"                           | —                     | 5              |
| 2013      | "Alone"                              | —                     | 4              |
| 2013      | "Fall In Love"/"Shape of Your Heart" | —                     | 4              |
| 2014      | "Break Up"                           | —                     | 5              |
| 2014      | "Love On U"                          | —                     | 7              |
| 2014      | "Sweetie"                            | —                     | 2              |
| 2015      | "Stay Gold"                          | —                     | 3              |
| 2016      | "Kissing to Feel"                    | —                     | 4              |
| 2016      | "Panic!"                             | —                     | 5              |
| 2017      | "Fly"                                | —                     | 5              |

## uBEAT
uBEAT var U-KISS första sub-unit, och bestod av medlemmarna Eli och AJ.

### Album
| Albuminformation                                                  | Topplacering          | Topplacering   |
| Albuminformation                                                  | Sydkorea (Gaon Chart) | Japan (Oricon) |
| ----------------------------------------------------------------- | --------------------- | -------------- |
| Should Have Treated You Better (EP-skiva) - Släppt: 22 april 2013 | 3                     | –              |

### Singlar
| År   | Titel                            | Topplacering          | Topplacering   |
| År   | Titel                            | Sydkorea (Gaon Chart) | Japan (Oricon) |
| ---- | -------------------------------- | --------------------- | -------------- |
| 2013 | "Should Have Treated You Better" | 103                   | –              |
| 2013 | "It’s Been A Long Time"          | —                     | –              |